# Triple Islands, Antarktis
Triple Islands är en ögrupp i Antarktis. Den ligger i havet utanför Östantarktis. Frankrike gör anspråk på området.